# Nyakaledoniensolfjäderstjärt
Nyakaledoniensolfjäderstjärt (Rhipidura verreauxi) är en fågel i familjen solfjäderstjärtar inom ordningen tättingar.

## Utseende och läte
Nyakaledoniensolfjäderstjärten är en liten fågel med en lång stjärt som ofta hålls rest och utbredd. Fjäderdräkten är mestadels rödbrun, med gråbrut huvud, vita ögonbryns- och kindstreck samt vitt på strupe och bröst med svarta pilspetsformade teckningar. Arten liknar australisk solfjäderstjärt, men skiljer sig genom bruna ryggen och det kraftigt tecknade bröstet. Sången består av en gladlynt upprepad serie med klingande toner. Bland lätena hörs hårda "jek" och stigande grälande ljud.

## Utbredning och systematik
Nyakaledoniensolfjäderstjärt förekommer på Nya Kaledonien samt Lifou och Maré i Loyautéöarna. Tidigare inkluderades vanuatusolfjäderstjärten (Rhipidura spilodera) och fijisolfjäderstjärten (R. layardi) i arten, då med det svenska namnet strimmig solfjäderstjärt. Dessa urskiljs dock sedan 2023 allmänt som egna arter. Birdlife International urskiljer ytterligare en art, "taveunisolfjäderstjärt", ur fijisolfjäderstjärten.

## Levnadssätt
Nyakaledoniensolfjäderstjärten hittas i skog och skogsbryn. Den undviker öppna områden.

## Status
Arten har ett stort utbredningsområde och beståndet anses vara stabilt. Internationella naturvårdsunionen IUCN listar den därför som livskraftig (LC).